# Don Durant
Don Durant, nato Donald Allison Durae (Long Beach, 20 novembre 1932 – 15 marzo 2005), è stato un attore statunitense.

## Filmografia parziale

### Cinema
- Prima dell'uragano (Battle Cry), regia di Raoul Walsh (1955) - non accreditato
- Le dee della scogliera del pescecane (She Gods of Shark Reef), regia di Roger Corman (1958)

### Televisione
- West Point – serie TV, episodio 1x13 (1956)
- Il sergente Preston (Sergeant Preston of the Yukon) – serie TV, 3 episodi (1956-1957)
- Perry Mason – serie TV, 2 episodi (1958)
- Man with a Camera – serie TV, episodio 1x06 (1958)
- I racconti del West (Dick Powell's Zane Grey Theater) – serie TV, 2 episodi (1958-1959)
- Ricercato vivo o morto (Wanted: Dead or Alive) – serie TV, episodio 1x20 (1959)
- Rescue 8 – serie TV, episodio 1x24 (1959)
- Johnny Ringo – serie TV, 38 episodi (1959-1960)
- Ai confini della realtà (The Twilight Zone) – serie TV, un episodio (1962)
- The Wide Country – serie TV, episodio 1x26 (1963)
- Carovane verso il West (Wagon Train) – serie TV, 3 episodi (1957-1963)
- Sotto accusa (Arrest and Trial) – serie TV, episodio 1x03 (1963)